# Валага Андрій Петрович
Андрій Петрович Валага (нар. 24 серпня 1962, Дрогобич — пом. 2 листопада 2009, Калуш) — український співак, музикант, перший скрипаль та вокаліст гурту «Брати Блюзу».

## Життєпис
Народився 24 серпня 1962 року у Дрогобичі, Львівської області. Закінчив Калуське училище культури та Рівненський державний інститут культури. Був конферансьє, діджеєм, відзначався чудовим почуттям гумору.
У 1992 році Мирослав Левицький запросив Андрія Валагу до участі у фолк-роковому гурті «Брати блюзу». Саме участь А.Валаги додала гурту природності та неповторності. Разом із гуртом Андрій Валага став лауреатом фестивалів «Вивих», «Вітер зі сходу». На третьому фестивалі «Червона рута», що проходив у Донецьку у 1993 році гурт став лауреатом гран-прі фестивалю. На другий день по закінченню фестивалю у Андрія Валаги стався інсульт, повністю оправитись після якого він не зміг. Після хвороби музикант не був у змозі продовжувати участь у гурті. Він займався власною творчістю, писав і виконував пісні на християнську тематику. 30 жовтня 2009 року стався повторний інсульт. 2 листопада 2009 року А.Валага помер. Похований у Калуші.
У 27 лютого 2010 року в Івано-Франківській обласній філармонії відбувся концерт гурту «Брати блюзу», присвячений пам'яті їхнього батька Андрія Валаги. Захар та Олеся Валаги взяли участь у ньому як скрипаль та вокалістка.
У Андрія Валаги залишились діти: син Захар Валага та донька Олеся Валага.